# Hammett Prize
L'Hammett Prize o Premio Hammett è un premio letterario istituito nel 1991 e assegnato annualmente a partire dal 1992 dalla sezione nord americana della International Association of Crime Writers (IACW/NA) ad uno scrittore statunitense o canadese o residente in uno di questi due paesi per un libro (romanzo o saggio) poliziesco in lingua inglese.
Il premio ha questo nome come omaggio allo scrittore Dashiell Hammett.

## Vincitori

### Anni 1992-1999
- 1992 - Il massimo della pena (Maximum Bob) di Elmore Leonard
- 1993 - La notte dei prodigi (Turtle Moon) di Alice Hoffman
- 1994 - L'anatra messicana (The Mexican Tree Duck) di James Crumley
- 1995 - Rabbia a New Orleans (Dixie City Jam) di James Lee Burke
- 1996 - Under the Beetle's Cellar di Mary Willis Walker
- 1997 - La rosa nera (Rose) di Martin Cruz Smith
- 1998 - Trial of Passion di William Deverell
- 1999 - Tidewater Blood di William Hoffman

### Anni 2000-2009
- 2000 - Havana (Havana Bay) di Martin Cruz Smith
- 2001 - L'assassino cieco  (The Blind Assassin) di Margaret Atwood
- 2002 - Il regno delle ombre (Kingdom of Shadows) di Alan Furst
- 2003 - Honor's Kingdom di Owen Parry
- 2004 - La seduzione dell'acqua (The Seduction of Water) di Carol Goodman
- 2005 - Il principe dei ladri (Prince of Thieves: A Novel) di Chuck Hogan
- 2006 - Alibi: A Novel di Joseph Kanon
- 2007 - The Prisoner of Guantánamo di Dan Fesperman
- 2008 - The Outlander di Gil Adamson
- 2009 - Il sognatore (The Turnaround) di George Pelecanos

### Anni 2010-2019
- 2010 - Manuale di investigazione (The Manual of Detection) di Jedediah Berry
- 2011 - Exit (The Nearest Exit) di Olen Steinhauer
- 2012 - The Killer is Dying di James Sallis
- 2013 - Oregon Hill (Oregon Hill) di Howard Owen
- 2014 - Angel Baby  (Angel Baby) di Richard Lange
- 2015 - Mr. Mercedes  (Mr. Mercedes) di Stephen King
- 2016 - The Do-Right di Lisa Sandlin
- 2017 - The White Devil di Domenic Stansberry
- 2018 - August Snow di Stephen Mack Jones
- 2019 - November Road (November Road) di Lou Berney

### Anni 2020-2029
- 2020 - Bluff di Jane Stanton Hitchcock[3]
- 2021 - Queste montagne bruciano (When These Mountains Burn) di David Joy[4]
- 2022 - Legittima vendetta (Razorblade Tears) di S. A. Cosby[5]
- 2023 - Pay Dirt Road di Samantha Jayne Allen[6]
- 2024 - Manifesto criminale (Crook Manifesto) di Colson Whitehead[7]